# شورش دهقانی کروآت–اسلوون

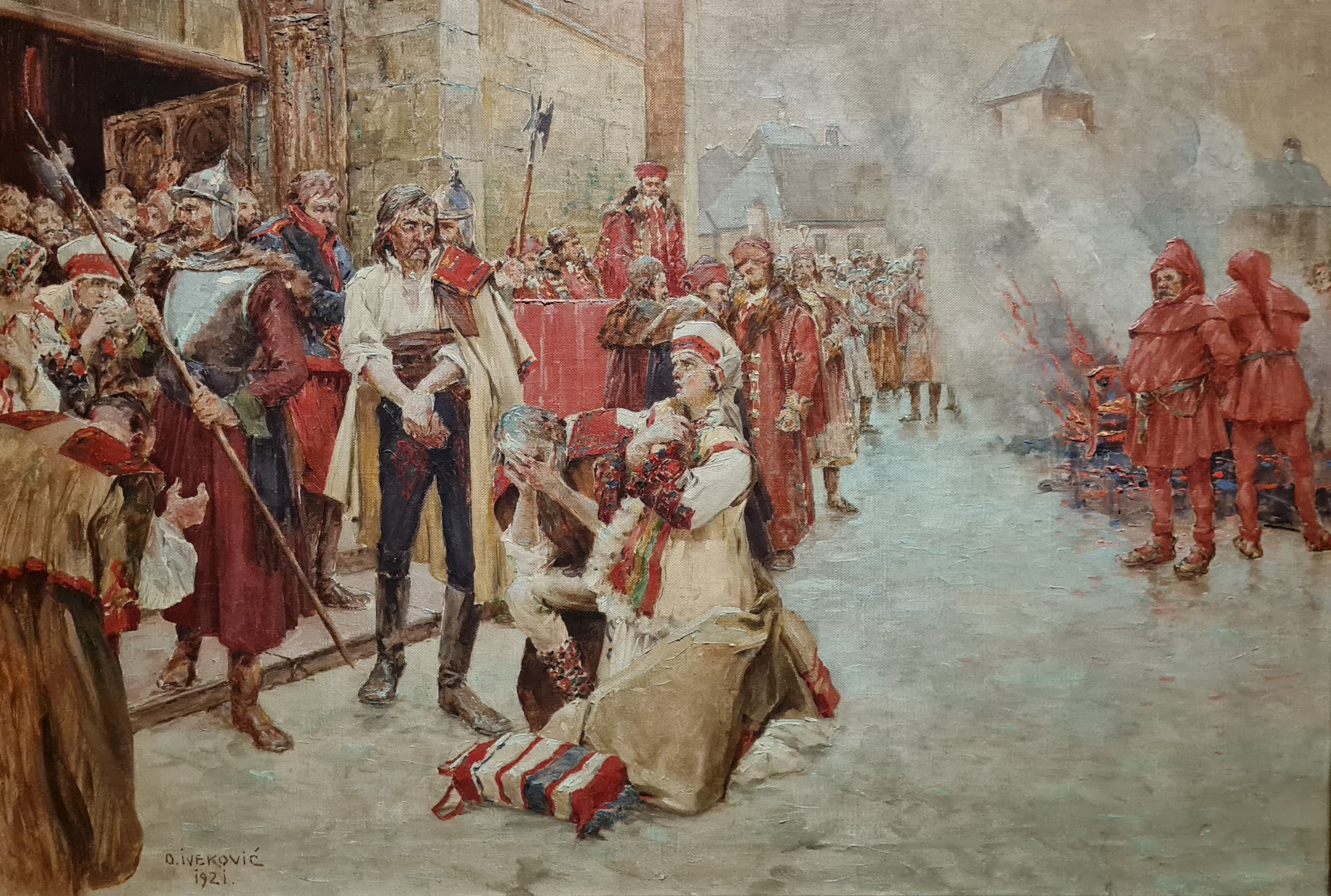
لحظه پیش از اعدام ماتیاس گوبک، رهبر شورشیان.

شورش دهقانی کروات-اسلوون سال ۱۵۷۳ میلادی، قیام بزرگ دهقانی بود که در منطقه‌ای، که امروزه به کرواسی و اسلوونی تعلق دارد، رخ داد. دلیل اصلی شروع این طغیان، رفتار ظالمانه فئودال این ناحیه یعنی فرنس داهی در حق رعایا بود. سرانجام این قیام پس از ۱۲ روز با سرکوب خونین توسط اشراف منطقه، به پایان رسید.